# Niklas Kolbe
Niklas Kolbe (* 27. Dezember 1996 in Neuenbürg) ist ein deutscher Fußballspieler. Seit Sommer 2025 steht der Abwehrspieler beim Zweitligisten Hertha BSC unter Vertrag.

## Sportlicher Werdegang

### Im oberen baden-württembergischen Amateurbereich
Kolbe begann mit dem Vereinsfußball in der Jugend des TuS Ellmendingen, über den Karlsruher SC kam er 2011 als Teenager zum FC Nöttingen. Dort spielte er anfangs im Nachwuchsbereich des Vereins, ehe er im Sommer 2015 in den Erwachsenenbereich vorstieß. Dabei wechselte er zwischen der am Ende der Vorsaison in die Oberliga Baden-Württemberg abgestiegenen Wettkampfmannschaft und der Reservemannschaft des nordbadischen Klubs. Unter Michael Wittwer debütierte er bereits im ersten Saisonspiel beim 6:1-Erfolg gegen den SGV Freiberg am zweiten Spieltag der Oberliga-Spielzeit 2015/16 – aufgrund des Erstrundenspiels im DFB-Pokal 2015/16 gegen den FC Bayern München, in dem Kolbe nicht zum Einsatz gekommen war, war die Partie vom ersten Spieltag gegen den FC 08 Villingen auf Mitte September verschoben worden – als Einwechselspieler. Im weiteren Saisonverlauf stand er zwar oftmals im Kader, kam aber nur zu unregelmäßigen Einsätzen insbesondere nur für die Schlussminuten. Am 31. Spieltag stand er gegen den Kehler FV erstmals in der Startelf. Als Vizemeister hinter dem SSV Ulm 1846 erreichte er mit der Mannschaft die Aufstiegsspiele zur Regionalliga Südwest, in der gegen Rot-Weiss Frankfurt und den SC Hauenstein erfolgreich gestalteten Runde kam er nicht zum Einsatz. Unter Wittwers Nachfolger Dubravko Kolinger etablierte er sich in der Regionalliga-Spielzeit 2016/17 über weite Strecken als Stammspieler. Für den Aufsteiger bestritt er im Saisonverlauf 29 Meisterschaftsspiele und erzielte dabei zwei Tore, der Klub verpasste jedoch als Tabellenletzter mit 28 Punkten bei 91 Gegentoren klar den Klassenerhalt. Er blieb dem Klub nach dem Gang in die Fünftklassigkeit treu, verlor jedoch zunächst seinen Stammplatz. In der Spielzeit 2018/19 war der Innenverteidiger unter Rückkehrer Michael Wittwer wiederum Stammspieler, als die Mannschaft lange Zeit im Aufstiegsrennen mitspielte und letztlich den vierten Tabellenplatz belegte. In der aufgrund der beginnenden COVID-19-Pandemie in Deutschland vorzeitig abgebrochenen Spielzeit 2019/20 hatte er 18 der 21 ausgetragenen Spiele bestritten.
Im Sommer 2020 wechselte Kolbe innerhalb der Oberliga Baden-Württemberg zu den Stuttgarter Kickers, wo er Teil eines Kaderumbruchs war – unter anderem mussten als bisherige Abwehrspieler die über dreißigjährigen Ex-Profis Tobias Feisthammel und Michael Klauß den schwäbischen Traditionsverein verlassen. Auf Anhieb Stammspieler in der Innenverteidigung stand er bis zu einer Ende September zugezogenen Verletzung in den ersten neun Spielen der Oberliga-Saison 2020/21 in der Startelf, ehe diese coronabedingt Anfang November abgebrochen wurde. Im Januar 2021 verlängerte er seinen Vertrag vorzeitig um zwei Jahre. Nach der Wiederaufnahme des Spielbetriebs im Sommer 2021 kehrte er mit dem Klub in die Erfolgsspur zurück. Im WFV-Pokal 2021/22 erreichte die Mannschaft da Endspiel und bezwang den höherklassig antretenden SSV Ulm 1846 im Elfmeterschießen. Auch in der Oberliga-Spielzeit 2021/22 spielte sie erfolgreich und verpasste als Vizemeister hinter dem punktgleichen SGV Freiberg Fußball nur aufgrund der schlechteren Tordifferenz den direkten Sprung in die Regionalliga, ebenso gestaltete sich die Aufstiegsrunde eng. Nachdem die Kickers TSV Eintracht Stadtallendorf mit 3:0 besiegt hatten, gelang Eintracht Trier ein 5:0-Erfolg gegen den Konkurrenten. Somit entschied das direkte Duell, in dem die Trierer in der 87. Spielminute in Führung gingen und die Kickers zwar in der Nachspielzeit ausgleichen – die Tordifferenz entschied hier aber ebenso zu Ungunsten des Stuttgarter Vereins. Der für den DFB-Pokal 2022/23 qualifizierte Klub überraschte in der ersten Runde mit einem 2:0-Erfolg über die SpVgg Greuther Fürth, ehe sich in der zweiten Runde Eintracht Frankfurt durchsetzte. Hatte Kolbe hier in beiden Spielen über 90 Minuten auf dem Feld gestanden, gehörte er auch in der vom Klub dominierten Oberliga-Spielzeit 2022/23 – bei nur zwei Niederlagen im Saisonverlauf wies die Mannschaft bei 108:17 Toren 15 Punkte Vorsprung auf Vizemeister SG Sonnenhof Großaspach auf – zu den Stammspielern. In der Regionalliga-Saison 2023/24 verpasste er mit der Mannschaft nur knapp den Durchmarsch. Nachdem die Mannschaft am zweiten Spieltag erstmals Tabellenführer war, stand sie ab dem 14. Spieltag an der Tabellenspitze. Ab Mitte April fiel Kolbe wegen einer im Viertelfinalspiel um den WFV-Pokal 2023/24 gegen den SSV Ulm 1846 zugezogenen Muskelverletzung im Oberschenkel bis zum Saisonende aus. Ohne sein Mitwirken verlor der Klub das letzte Saisonspiel beim FC 08 Homburg und rutschte damit von der Tabellenspitze auf den zweiten Rang, die Reservemannschaft des Lokalrivalen VfB Stuttgart zog vorbei und stieg in die dritte Liga auf.

### Wechsel in den Profifußball
Ende Juni 2024 wechselte Kolbe zum in die 2. Bundesliga aufgestiegenen SSV Ulm 1846, bei dem er einen bis Sommer 2026 gültigen Vertrag unterzeichnete. Dort gehörte er auf Anhieb zum Spieltagskader von Cheftrainer Thomas Wörle und kam am zweiten Spieltag bei der 0:1-Auswärtsniederlage beim Mitaufsteiger SSV Jahn Regensburg als Einwechselspieler für Tom Gaal zur Halbzeitpause zu seinem Zweitligadebüt. Sein Startelfdebüt für die Spatzen feierte er am 16. August im Erstrundenspiel des DFB-Pokals 2024/25 bei im Fernsehen live übertragenen Spiel gegen den Rekordpokalsieger FC Bayern München, das mit einer 0:4-Niederlage endete. Anschließend etablierte er sich als Stammspieler an der Seite von Philipp Strompf in der Innenverteidigung des schwäbischen Klubs. Zwar verblieb der Klub im Saisonverlauf im Bereich der Abstiegsränge, gleichzeitig stellte er eine der besten Defensiven der Liga. Nach Abwanderungsgerüchten pausierte Wörle ihn am Ende der Winterwechselperiode, anschließend schwankte er auch nach einem Trainerwechsel im März zu Robert Lechleiter zwischen Startelf, Ersatzbank und Tribüne. Letztlich verpasste er auf dem 17. Tabellenplatz im Endklassement liegend mit dem Klub den Klassenerhalt in der 2. Bundesliga.
Nach dem Abstieg der Ulmer verließ Kolbe den Verein und wechselte innerhalb der zweithöchsten Spielklasse zur Saison 2025/26 zu Hertha BSC, wo er einen Vertrag mit Gültigkeit bis Sommer 2027 unterschrieb.

### Privates
Parallel zu Kolbes Zeit beim FC Nöttingen und der Anfangszeit bei den Stuttgarter Kickers absolvierte er erfolgreich ein Operations-Research-Studium an der Hochschule Pforzheim.